# Spencer Wishart
Spencer Wishart (ur. 3 grudnia 1889 roku w Filadelfii, zm. 22 sierpnia 1914 roku w Elgin) – amerykański kierowca wyścigowy.

## Kariera
W swojej karierze Wishart startował głównie w Stanach Zjednoczonych w mistrzostwach AAA Championship Car oraz towarzyszącym mistrzostwom słynnym wyścigu Indianapolis 500. W trzecim sezonie startów, w 1911 roku raz stanął na podium, a w Indy 500 był czwarty. Z dorobkiem 310 punktów został sklasyfikowany na siedemnastym miejscu w końcowej klasyfikacji kierowców. W 1912 roku trzykrotnie stawał na podium, w tym raz na jego najwyższym stopniu. Uzbierał łącznie 630 punktów, co dało mu siódmą pozycję w klasyfikacji generalnej. W sezonie 1913 dwukrotnie plasował się w czołowej trójce, między innymi w Indianapolis 500, w którym osiągnął linię mety jako drugi. Dorobek 690 punktów sklasyfikował go na piątym miejscu.Rok później był piętnasty.